# Fútbol en Croacia

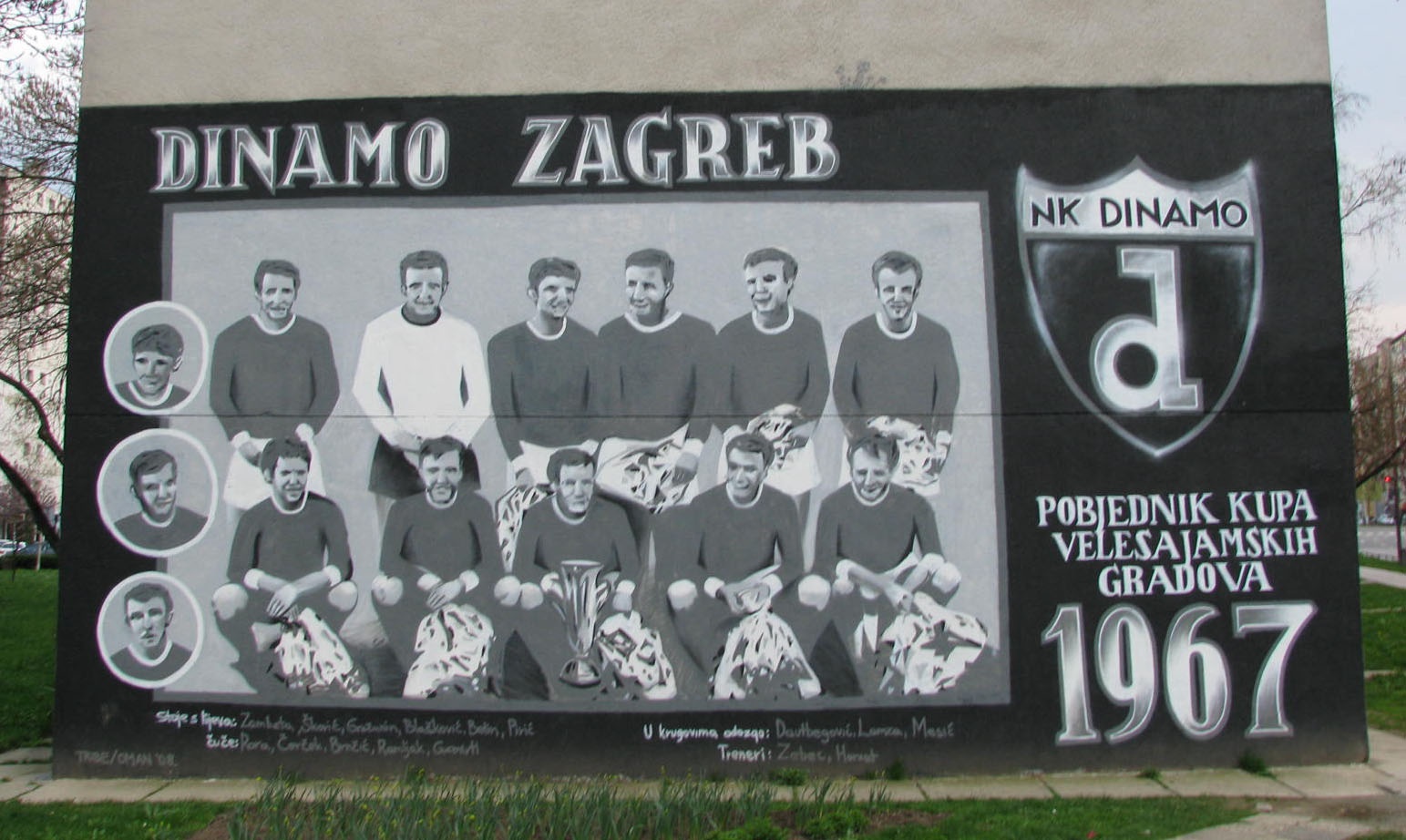
Mural del Dinamo Zagreb, el club más laureado de Croacia.

El fútbol es el deporte más popular en Croacia como también lo era en la extinta Yugoslavia. La Federación Croata de Fútbol (HNS), fundada en 1912, es el máximo organismo del fútbol profesional croata. La HNS organiza la Prva HNL —la primera y máxima competición de liga del país— y la Copa de Croacia, y gestiona la selección nacional masculina, femenina y juvenil. En Croacia existen 18.190 clubes de fútbol y 653.190 fichas federativas.

## Historia
El fútbol fue introducido en el territorio actual de Croacia por expatriados ingleses que jugaron el primer partido que conocemos en la ciudad de Rijeka en 1873, al tiempo parte del Reino Ungaro como Corpus Separatum. El primer partido en el Reino Croato fue jugada en Županja en 1880. El primer club a ser fundado en territorio croata fue el Club Iris de Pula, en 1899. En 1904 se fundó en Rijeka el club deportivo Olimpia que se convirtió después de muchos cambios de nombre en la actual NK Rijeka. Los archivos de la FIFA documentan un equipo nacional croata jugando un partido contra la oposición interna en 1907. Antes de la independencia de la nación, futbolistas croatas jugaban para los equipos nacionales del Reino de Yugoslavia (1919-39) y de la República Federal Socialista de Yugoslavia (1945–90), aunque durante los períodos de agitación política, equipos étnicamente croatas a veces se formaban para jugar partidos no oficiales. Un equipo nacional fue organizado apresuradamente, dirigido por Hugo Kinert, para jugar unos pocos partidos nacionales privados en 1918–19.
En 1940, Jozo Jakopić condujo un equipo nacional no oficial que representara a la Banovina de Croacia en cuatro partidos amistosos: dos contra Suiza y dos contra Hungría, en lo que puede considerarse el primer paso de la formación oficial del seleccionado. Croacia hizo su debut como equipo independiente tras derrotar a Suiza por 4-0 el 2 de abril de 1940 en la ciudad de Zagreb, en donde Matekalo tendría el honor de anotar el primer tanto de la historia croata. Tras la invasión de las potencias del eje, la Federación Croata de fútbol se oficializó brevemente, incorporándose a la FIFA el 17 de julio de 1941 como Estado independiente de Croacia. El bando nacional, bajo la dirección de Rudolf Hitrec, jugó 15 partidos amistosos, catorce como miembro oficial de la FIFA. Su primer resultado grabado de Croacia como asociado a la FIFA fue un empate a un gol con Eslovaquia el 8 de septiembre en Bratislava. Más partidos se jugaron hasta 1945 cuando se abolió el Estado Independiente de Croacia y la República Federal Socialista de Yugoslavia asumió el control, poniendo así fin a la afiliación del equipo a la FIFA.
Los primeros clubes croatas fueron fundados antes de la Primera Guerra Mundial y participó en la estructura de la liga yugoslava después de que Croacia se convirtiese en una parte de Yugoslavia después del conflicto. De 1940 a 1944, diecinueve partidos amistosos se jugaron en el lado nacional croata que representaba tras la Segunda Guerra Mundial a los estados títeres del Virreinato de Croacia y el Estado Independiente de Croacia. Después de la guerra, la mayoría de los clubes importantes, incluidos los clubes yugoslavos en Croacia, fueron disueltos y reemplazados por otros nuevos del régimen comunista del Mariscal Tito.
Hoy en día, el fútbol croata está dominado por el Hajduk Split y el Dinamo Zagreb. Desde la independencia, el país ha producido una serie de jugadores que han obtenido buenos resultados en la mayoría de los campeonatos europeos y llevó al equipo nacional al tercer lugar en la Copa del Mundo de 1998 y el subcampeonato en la Copa del Mundo de 2018.

## Competiciones oficiales entre clubes
- Prva HNL: es la primera división del fútbol croata. Fue fundada en 1992 después de la desintegración de Yugoslavia y está compuesta por 12 clubes.
- Druga HNL: es la segunda división en el sistema de ligas croata. Está compuesta por 15 clubes, de los cuales uno asciende a la Prva HNL.
- Treća HNL: es la tercera división en el sistema de ligas de Croacia. Está compuesta por 68 clubes divididos en cuatro grupos territoriales, dos de 18 equipos y otros dos de 16. Los campeones de cada grupo ascienden a la Druga HNL.
- Četvrta HNL: es la cuarta división del sistema de ligas croata. Está compuesta por 119 clubes que se disponen en ocho grupos territoriales. Los campeones de cada grupo ascienden a la Treća HNL.
- Copa de Croacia: es la copa nacional del fútbol croata, organizada por la Federación Croata de Fútbol y cuyo campeón tiene acceso a disputar la UEFA Europa League.
- Supercopa de Croacia: competición que enfrenta al campeón de la Prva HNL y al campeón de Copa.

## Selecciones de fútbol de Croacia

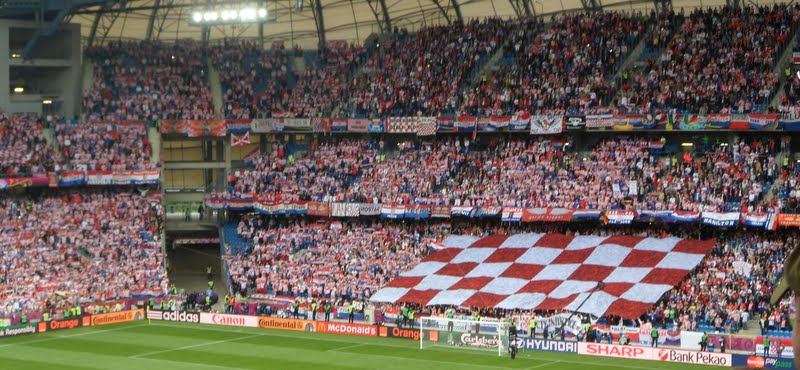
Aficionados croatas en la Eurocopa 2012.

### Selección absoluta de Croacia
La selección de Croacia, en sus distintas categorías está controlada por la Federación Croata de Fútbol.
La selección de Croacia disputó su primer partido oficial el 17 de octubre de 1990 en Zagreb y se enfrentó a Estados Unidos, partido que venció Croacia por 2-1. Desde su creación como estado independiente, la selección de Croacia ha participado en tres Copas del Mundo y en cuatro Eurocopas. El mejor resultado del combinado croata en una Copa Mundial ha sido el subcampeonato obtenido en la Copa Mundial de Fútbol de 2018, certamen en el que Luka Modrić fue nombrado como Mejor Jugador de la competición, superando así el tercer lugar obtenido en la Copa Mundial de la FIFA de 1998, torneo en el que, además, el delantero del Real Madrid Davor Šuker se convirtió en el máximo goleador con seis tantos. Por su parte, su mejor actuación en una Eurocopa fue los cuartos de final que logró en 1996 y 2008.

### Selección femenina de Croacia
La selección croata femenina debutó el 28 de octubre de 1993 frente a Eslovenia en un partido disputado en la localidad eslovena de Ižakovci y que vencieron las locales por 3-2.
Hasta el momento el combinado femenino croata aún no ha participado en una fase final de la Copa del Mundo o de Eurocopa.

## Premios
- Futbolista croata del año
- Futbolista del año de la Prva HNL
- Premio camisa amarilla de Sportske novosti